# Totoró (Cauca)
Pour les articles homonymes, voir Totoro.
Totoró est une municipalité située dans le département de Cauca, en Colombie.

## Démographie
Selon les données récoltées par le DANE lors du recensement de 2005, Totoró compte une population de 17 611 habitants.

## Liste des maires
- 2016 - 2019 : Hilario Sánchez Sánchez[2]
- 2020 - 2023 : José Fernando Conejo[3]